# گوواوین
گوواوین (به لاتین: Goławin) یک روستا در لهستان است که در گمینا چروینگسک ناد ویسوان واقع شده‌است.